# ماهیچه هرمی
ماهیچه هرمی (به انگلیسی: Pyramidalis muscle) یک ماهیچه مثلثی کوچک است که در جلوی عضله راست شکمی قرار دارد و در غلاف راست روده قرار دارد.
ماهیچهٔ هرمی بخشی از دیواره قدامی شکم است. در بخش پایینی، ماهیچهٔ هرمی در دو مکان به لگن می‌چسبد: التصاق شرمگاهی و تاج شرمگاهی که توسط فیبرهای تاندونی از بخش قدامی شرمگاه و رباط شرمگاهی قدامی ایجاد می‌شوند.
ماهیچهٔ هرمی توسط بخش شکمی T12 عصب‌دهی می‌شود.